# Juncus liebmannii
Juncus liebmannii är en tågväxtart som beskrevs av James Francis Macbride. Juncus liebmannii ingår i släktet tåg, och familjen tågväxter. Inga underarter finns listade i Catalogue of Life.